# La Chambre (roman)
Pour les articles homonymes, voir La Chambre.
La Chambre est un roman historique de Françoise Chandernagor, initialement publié le 1er octobre 2002 aux éditions Gallimard.
Le roman raconte l'enfermement et l'isolement croissants du dauphin Louis-Charles de France (1785-1795) et sa lente déchéance physique et morale après son incarcération au Temple, le 13 août 1792, déchéance se terminant par la mort de l'héritier du trône, le 8 juin 1795.

## Éditions
Éditions imprimées
- Françoise Chandernagor, La Chambre, Paris, Gallimard, coll. « Blanche », 1er octobre 2002, 290 p. (ISBN 978-2-07-076714-4, BNF 38884199)
- Françoise Chandernagor, La Chambre, Paris, Gallimard, coll. « Folio » (no 4026), 13 mai 2004, 457 p. (ISBN 978-2-07-031420-1, BNF 39190170)

Livre audio
- Françoise Chandernagor (auteur) et Anne Alvaro (narratrice), La Chambre, Paris, Gallimard, coll. « Écoutez lire », 5 octobre 2006 (EAN 326-0-05-064385-6, BNF 40241675)Support : 5 disques compacts audio ; durée : 5 h 36 min environ ; référence éditeur : Gallimard A 77979.